# Dororo (serial din 2019)
 Serialul anime Dororo din 2019 se bazează pe manga cu același nume scrisă și ilustrată de Osamu Tezuka . Adaptarea se îndepărtează de materialul sursă în mai multe moduri, dar urmează premisa din manga: Un tânăr ronin pe nume Hyakkimaru împreună cu un tânăr ștrengar, Dororo, trebuie să se confrunte cu mai mulți demoni în Japonia din era Sengoku, care i-au furat diferite părți ale corpului, pentru a le recupera. 
Serialul de 24 de episoade a fost difuzat în perioada 7 ianuarie - 24 iunie 2019 pe Tokyo MX, BS11 și pe Jidaieki Senmon Channel și este transmis exclusiv în toată lumea pe Prime Video .   Kazuhiro Furuhashi a regizat serialul, Yasuko Kobayashi s-a ocupat de structura serialului, iar Satoshi Iwataki de design-ul personajelor în timp ce Yoshihiro Ike a compus coloana sonoră. Twin Engine a produs seria.  Genericul de început "Kaen" (火炎?)  este interpretat de Queen Bee, iar cel de final "Sayonara Gokko" (さよならごっこ?)  este interpretat de Amazarashi . Al doilea generic de început al serialului "Dororo" (どろろ?) este interpretat de Asian Kung-Fu Generation, iar cel de final "Yamiyo" (闇夜?)  este interpretat de Eve. 

Serialul reinterpretează unele povești care apar și în prima versiune a sa din 1969, de exemplu Povestea lui Bandai, care a fost impărțită în două episoade în 1969, a fost finalizată într-un singur episod în 2019. În plus, Dororo se dovedește a fi fată în ultimul episod în serialul din 1969, in timp ce acest lucru este dezvăluit în episodul 9 în serialul din 2019. 

## Episoade
| Număr | Titluri              | Director           | Scriitor         | Data apariției  |
| ----- | -------------------- | ------------------ | ---------------- | --------------- |
| 1     | „Povestea lui Daigo” | Kazuhiro Furuhashi | Yasuko Kobayashi | 7 ianuarie 2019 |